# František Dreuschuch (1817)
František Dreuschuch (23. března 1817 Náměšť nad Oslavou – 28. června 1896 Třebíč) byl český lékař – chirurg.

## Biografie
František Dreuschuch se narodil v roce 1817 v Náměšti nad Oslavou, v Olomouci a Vídni jako vojenský ranhojič a chirurg získal lékařské vzdělání. Odešel do Velké Bíteše, kde působil jako lékař, a v roce 1839 odešel do Třebíče, kde zůstal až do konce života. Působil také jako fyzik a městský lékař, byl znám pro veselou povahu a praktické zkušenosti.
Roku 1842 se v Třebíči oženil s Eleonorou Rösslovou, a v roce 1855 se mu narodil syn František, který se stal také lékařem a působil celý život v Náměšti nad Oslavou.